# Christoph Friedrich Nicolai
Christoph Friedrich Nicolai (Berlin, 1733. március 18. – Berlin, 1811. január 8.) német könyvkereskedő és író.

## Életpályája
Miután 1749-től Odera-Frankfurtban a könyvkereskedést megtanulta és megfelelő általános, főleg irodalmi műveltséget szerzett, 1752-ben visszatért Berlinbe, ahol Lessinggel és Mendelssohnnal bizalmas baráti viszonyba került és kiadta első művét: Briefe über den jetzigen Zustand der schönen Wissenschaften in Deutschland (1755, újra kiadta Ellinger, 1894), melyben magas álláspontról igen figyelemre méltó képét adja a korabeli német irodalom gyengeségeinek. Azután kiadta Mendelssohnnal a Bibliothek der schönen Wissenschaften I—IV. kötetét (1757—60) és Lessing, Mendelssohn és Abbt közreműködésével a 18. század egyik legkitűnőbb folyóiratát: Briefe, die neueste Literatur betreffend (1759—64, 24 kötet), melyet Lessing lángeszű kritikája korszakalkotó, maradandó becsű munkává tett. Utolsó folyóirata, az Allgemeine deutsche Bibliothek (1765—91, 106 kötet) és ennek folytatása, a Neue allgemeine deutsche Bibliothek (melyet Nicolai 1801-től 1805-ig szerkesztett), szintén rendkívüli, de nem kedvező hatással volt a korra, mert Nicolai ebben, főleg 1775-től a lapos észszerűség és üres felvilágosodás mértékével bírálja a század hatalmasan emelkedő irodalmát, melyet sem megérteni, sem méltányolni nem képes.
Történelmi szempontból értékes művei: Beschreibung von Berlin und Potsdam (1769); Anekdoten von Friedrich II. (1788—92, 6 füzet), de különösen: Beschreibung einer Reise durch Deutschland und die Schweiz (1783—96, 12 kötet). Dél-Németország katolikus tartományai művelődési és irodalmi viszonyainak nem egészen tárgyilagos, de mindenképp érdekes és tanulságos rajza. Ekkor járt Nicolai Pozsonyban is.
Regényei: Leben und Meinungen des Magisters Lebaldus Nothanker (1773—1776, 3 kötet, az érzelgősség, képmutatás és tudós szédelgés ellen); Freuden des jungen Werther (1775, Goethe regénye ellen); Geschichte eines dirken Mannes (1794, 2 kötet, az egyetemi élet hibái és a filozófia túlzásai ellen); Vertraute Briefen, Adelheid an ihre Freundin Julie (1799, Goethe és a romantikus iskola ellen) és Leben und Meinungen Sempronius Gundiberts (1798, Fichte ellen). Később ellentétbe helyezkedett az egész újabb kori irodalommal és megtámadta Herdert, Goethét, Schillert, Kantot, Fichtét, a romantikusokat stb. Ein feyner kleyner Almanach (1777—78, 2 rész, újra kiadta Ellinger 1888.) c. művében a népdalt tette nevetségessé. Végül mindenki ellene fordult és Nicolai általános gúny tárgya lett, bár maga élete végéig Lessing utódjának és a német irodalom diktátorának tekintette magát. Fichte pedig valósággal megsemmisítette: Nicolai's Leben und wunderbare Meinungen, herausgegeben von August Wilhelm Schlegel (1801). Érdekes önéletrajza (1806) és Über meine gelehrte Bildung (1799) c. könyve. Életét megírta Göckingk (1820) és (válogatott műveivel) August Sauer, Lessing's Jugendfreunde (1883). Herderrel folytatott levelezését Otto Hoffmann (1887), válogatott műveit Jakob Minor adta ki (Lessings Jugendfreunde, Kürschners Nationalliteratur, 72. kötet). 